# Pilóta nélküli felmérő platform

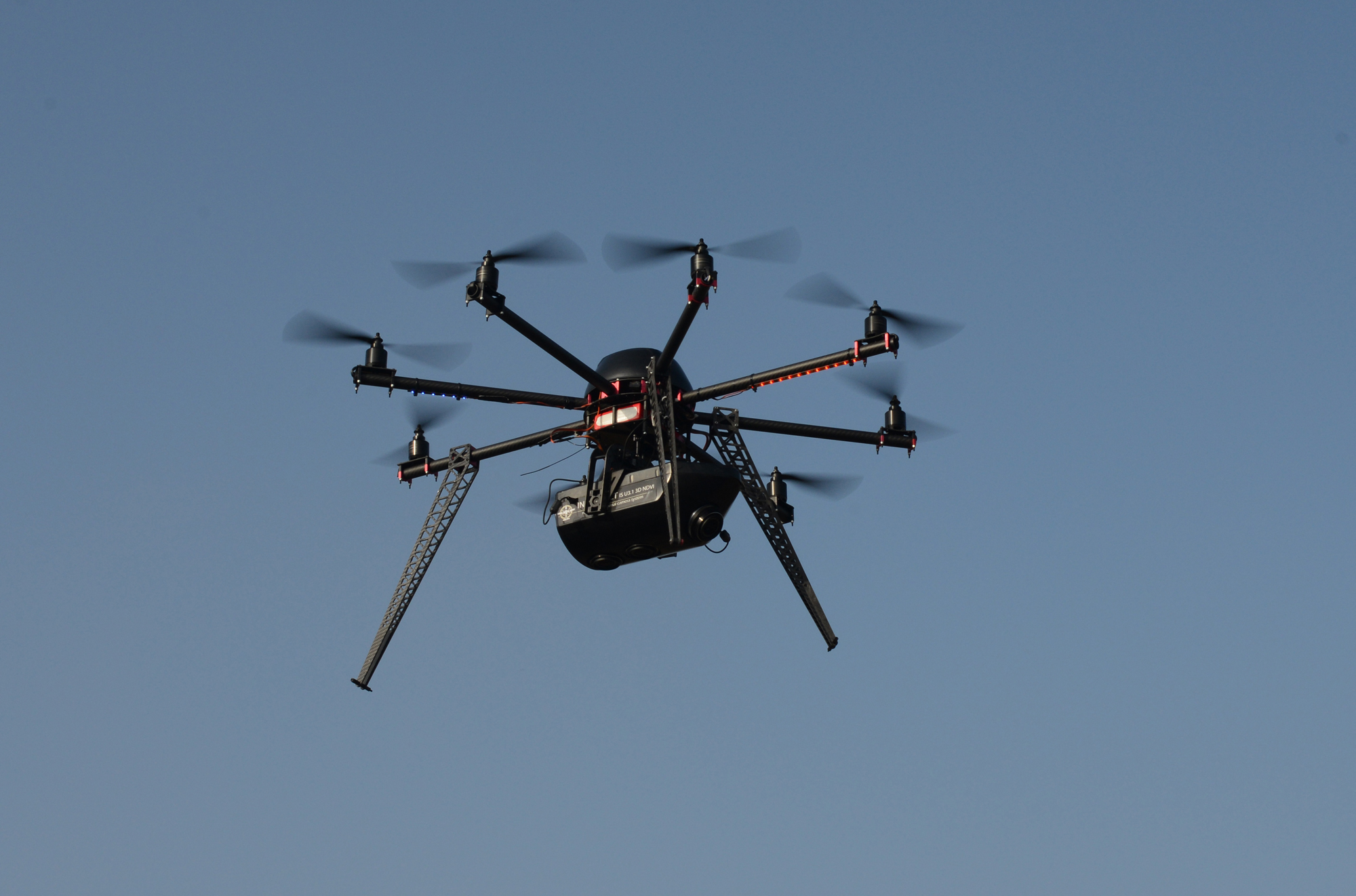
Interspect UAS B 3.1 fotogrammetriai oktokopter

A pilóta nélküli felmérő platform olyan pilóta nélküli repülőgép (UAV), melynek segítségével légi felvételezés készíthető ortofotó előállításához. A mérőkamerákkal felszerelt pilóta nélküli repülő eszköz (UAS) a terepi geodéziai felmérést a teljes munkaterület felületét közel homogén minőségben és pontossággal rögzítő pontfelhővel terjeszti ki, így nagy részletességű háromdimenziós pontfelhőhöz jutunk, amelyet az ortofotókkal színezhetünk.
Hasonlóan az ember vezette repülőgépes légi fotogrammetriához, az UAS technológia során is előállítható a fotogrammetriai képfeldolgozással a munkaterület háromdimenziós modellje, valamint ortofotó-mozaikja.
A technológia hátránya, hogy a mikro UAV eszközök egyszerre csak kis területet repülnek be.

## A módszer hátrányai

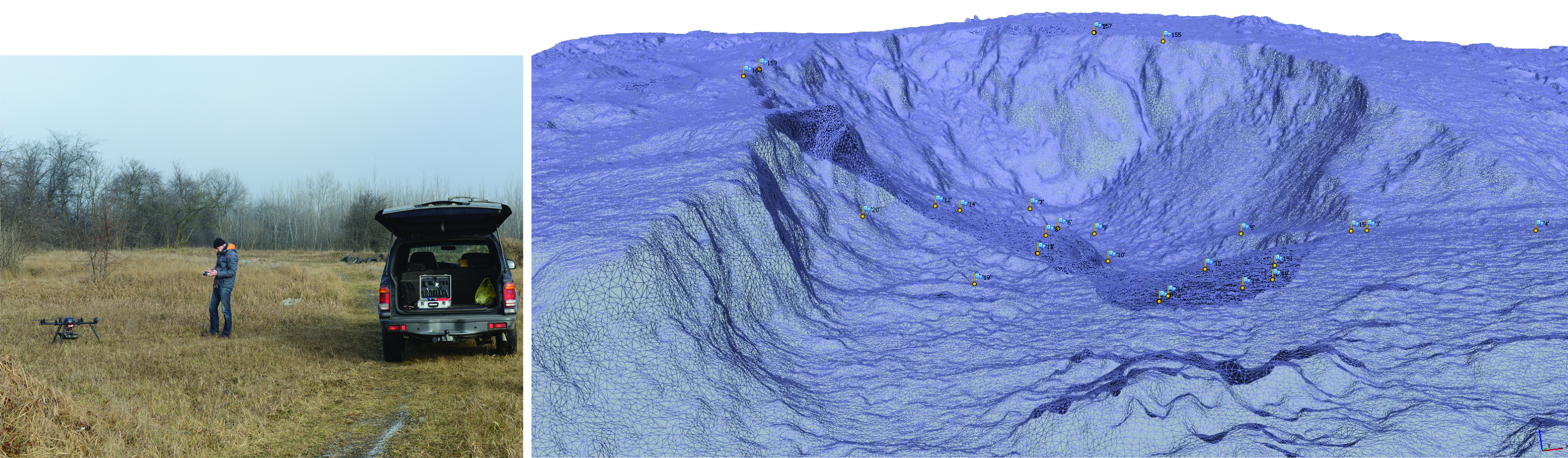
Bányamérés Interspect UAS B 3.1 magyar gyártmányú oktokopter segítségével

- A mikro UAV kis területet képes felmérni egy felszállással
- Korlátozottan terhelhető
- Az engedélyeztetési folyamat hosszabb ideig tart és költségesebb, mint pilóta vezette nagy repülőgép, vagy sárkányrepülő esetén
- A jó minőségű, professzionális, biztonságos platform sok pénzbe kerülnek

## A módszer előnyei
- Az eszköz akár személygépkocsival is a felmérés helyszínére szállítható, így olcsóbb az utazási költség
- Bármikor bevethető
- A műholdakkal ellentétben a felhőzet alatt is dolgozik
- A professzionális felmérő eszköz fajlagosan kevesebbe kerül, mint a repülőgépek a tárolási és karbantartási, illetve üzemeltetési költségeikkel együtt, ráadásul a gyenge minőségű, gyorsan amortizáló UAV eszközökhöz képest is költséghatékonyabb, termelékenyebb és kevésbé sérülékeny.